# 절임
절임은 설탕, 소금, 장 등으로 써서 절인 식품을 의미하며, 이를 기반으로 한 음식으로 다음이 있다.
- 초절이
- 당절이
- 소금절이(염장)
  - 간장절이
  - 된장절이
  - 소금물절이
- 술절이
  - 술지게미절이

| Disambiguation icon | 이 문서는 명칭이 같고 같은 종류에 속하는 여러 대상을 연결하는 색인 문서입니다. |